# Henk Scheltes
Hendrik August Scheltes, ook: Henk Scheltes (Amsterdam, 25 februari 1921 - Rotterdam, 10 mei 1987) was een Nederlandse journalist en cryptograaf.
Met zijn gymnasium-A-diploma aan het Hervormde Lyceum studeerde hij Economie. Nadat hij in de Tweede Wereldoorlog in een Duits kamp had gezeten kwam hij terug in Nederland, maar maakte zijn studie Economie niet af.
Van 1 mei 1946 tot 1982 werkte hij bij de NRC. Op 1 januari 1947 volgde zijn benoeming tot redacteur binnenland, waarbij Scheltes het sociaal-ecomisch nieuws verzorgde. Op 28 oktober 1950 werd hij na het overlijden van de vorige puzzelmaker gevraagd door de toenmalige adjunct-hoofdredacteur Alexander Stempels om een moeilijker puzzelsoort te maken voor de zaterdagse bijlage van de NRC. Het werd de nieuwe puzzelsoort cryptogram. Helemaal nieuw was die puzzel niet, omdat De Groene Amsterdammer kort daarvoor ook al was begonnen met cryptogrammen. In 1958 volgt Stempels Maarten Rooij op als hoofdredacteur van de NRC; Scheltes wordt secretaris van de hoofdredacteur en in 1960 bovendien eindredacteur, terwijl hij tevens het chefschap van het wekelijks bijvoegsel bekleedt.
Aanvankelijk werden de cryptogrammen onder de naam NRCryptogram geplaatst. Na de fusie van de 'Nieuwe Rotterdamse Courant' en het 'Algemeen Handelsblad' in 1970 werd de letter 'S', van Scheltes aan het woord cryptogram geplakt en heette het in die krant Scryptogram. Na 36 jaar bij de krant te hebben gewerkt ging hij in 1982 in de VUT. Mei 1987 verscheen zijn laatste Scryptogram in NRC Handelsblad. Ook voor 'Avenue' en weekblad 'De Tijd' maakte hij cryptogrammen.
Scheltes stapte als een van de eersten af van de gewoonte om een dubbele clou in de omschrijving te plaatsen. De omschrijvingen werden daardoor tevens korter, hetgeen later de norm werd bij cryptogrammen. In tegenstelling tot de omschrijvingen, werden de antwoorden steeds langer. De cryptogramman van Scheltes worden ook wel Scrypto's genoemd. Scheltes was tevens de eerste die niet langer anagrammen meer gebruikte in zijn puzzels.